# Lepricornis meridae
Lepricornis meridae är en fjärilsart som beskrevs av Dyar 1909. Lepricornis meridae ingår i släktet Lepricornis och familjen Riodinidae. Inga underarter finns listade i Catalogue of Life.